# Oficina de gestión de proyectos
Una oficina de gestión de proyectos, también conocida por sus siglas OGP o PMO (del inglés project management office), es un departamento o grupo que define y mantiene estándares de procesos, generalmente relacionados con la gestión de proyectos, dentro de una organización. La PMO trabaja en normalizar y economizar recursos mediante la repetición de aspectos en la ejecución de diferentes proyectos. La PMO es la fuente de la documentación, dirección y métrica en la práctica de la gestión y de la ejecución de proyectos.
Una PMO puede basar sus principios de gestión de proyectos en metodologías y estándares en la industria, tales como PMI, PRINCE2, ISO 9001 y requisitos reguladores de algunos gobiernos como el Acta Sarbanes-Oxley en los Estados Unidos, han propulsado a las organizaciones a normalizar sus procesos.
Organizaciones alrededor del mundo están definiendo, compartiendo y recogiendo buenas prácticas en la gestión de procesos y proyectos. Cada vez más, se está asignando a las PMO la responsabilidad de ejercer una influencia total sobre ellas, y de lograr una evolución de pensamiento que lleve hacia la continua mejora de la organización.
Las PMO pueden operar en aspectos que van desde proporcionar las funciones de respaldo para la dirección de proyectos bajo la forma de formación, software, políticas normalizadas y procedimientos, hasta la dirección y responsabilidad directas en sí mismas para lograr los objetivos del proyecto.

## Responsabilidades
Las responsabilidades de una oficina de dirección de proyectos pueden abarcar desde el suministro de funciones de soporte
para la dirección de proyectos hasta la responsabilidad de la dirección directa de un proyecto.
La PMO puede ser un interesado si tiene alguna responsabilidad directa o indirecta en el resultado del proyecto.
Entre sus funciones, la PMO puede proporcionar:
- Servicios de apoyo administrativo, tales como políticas, metodologías y plantillas.
- Capacitación, mentoría y asesoría a los directores del proyecto.
- Apoyo al proyecto, alineamientos y capacitación sobre la dirección de proyectos y el uso de herramientas.
- Alineación de los recursos de personal del proyecto.
- Centralización de la comunicación entre directores del proyecto, patrocinadores, directores y otros interesados.[1]
- Actualizar la aplicación de gestión de proyectos

## Importancia
La figura del PMO Manager, en efecto, tendrá una dimensión muy distinta en función del planteamiento que realice la organización a la hora de conceder una mayor importancia a los proyectos. Sin duda, la casuística repercutirá al diseñar un específico o PMO,  y también al concretar el rol del PMO Manager. Desde aquellas empresas que se dedican a la realización de proyectos y enfocan su organigrama como un PMO o que, sin ser necesariamente así, las consideran una prioridad, hasta aquellas otras que los crean de forma temporal o les asignan una función secundaria, todas y cada una de ellas determinará un perfil distinto para su PMO Manager. Por lo tanto, el rol del PMO Manager dependerá del significado que tenga el departamento de proyectos que dirige para la organización. Su ubicación en el organigrama será decisiva para concederle un grado determinado de autoridad y autonomía, sin duda, pero también hay una serie de funciones más técnicas que comparten estos profesionales, sin importar tanto estas cuestiones. Como mánager de un PMO, una de sus principales funciones será definir estándares a la hora de llevar a cabo proyectos dentro de la empresa, así como velar por su cumplimento durante su desarrollo. También definirá los métodos de gestión y su aplicación, en función de un análisis previo que tenga en cuenta puntos clave como riesgos, recursos, plazos y otros aspectos relacionados con su planificación y exitosa ejecución. En este punto, sus funciones pueden ser similares a las de un jefe de proyecto, en caso de responsabilizarse de uno o de varios de ellos.